# Dürmentingen
Dürmentingen [ˈdʏrməntɪŋən] ist eine Gemeinde im Landkreis Biberach in Baden-Württemberg, direkt beim Hausberg Oberschwabens, dem Bussen.

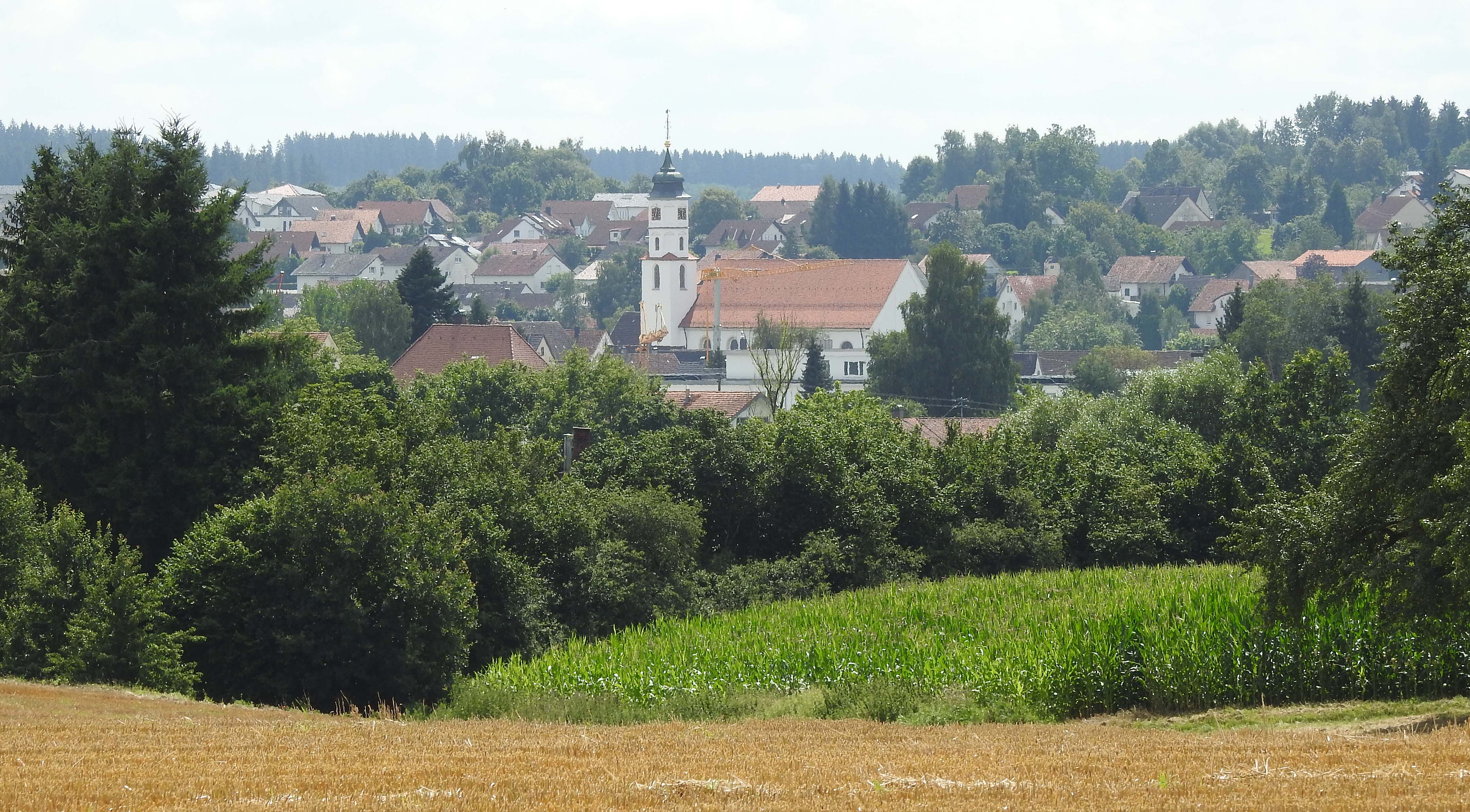
Dürmentingen von Norden

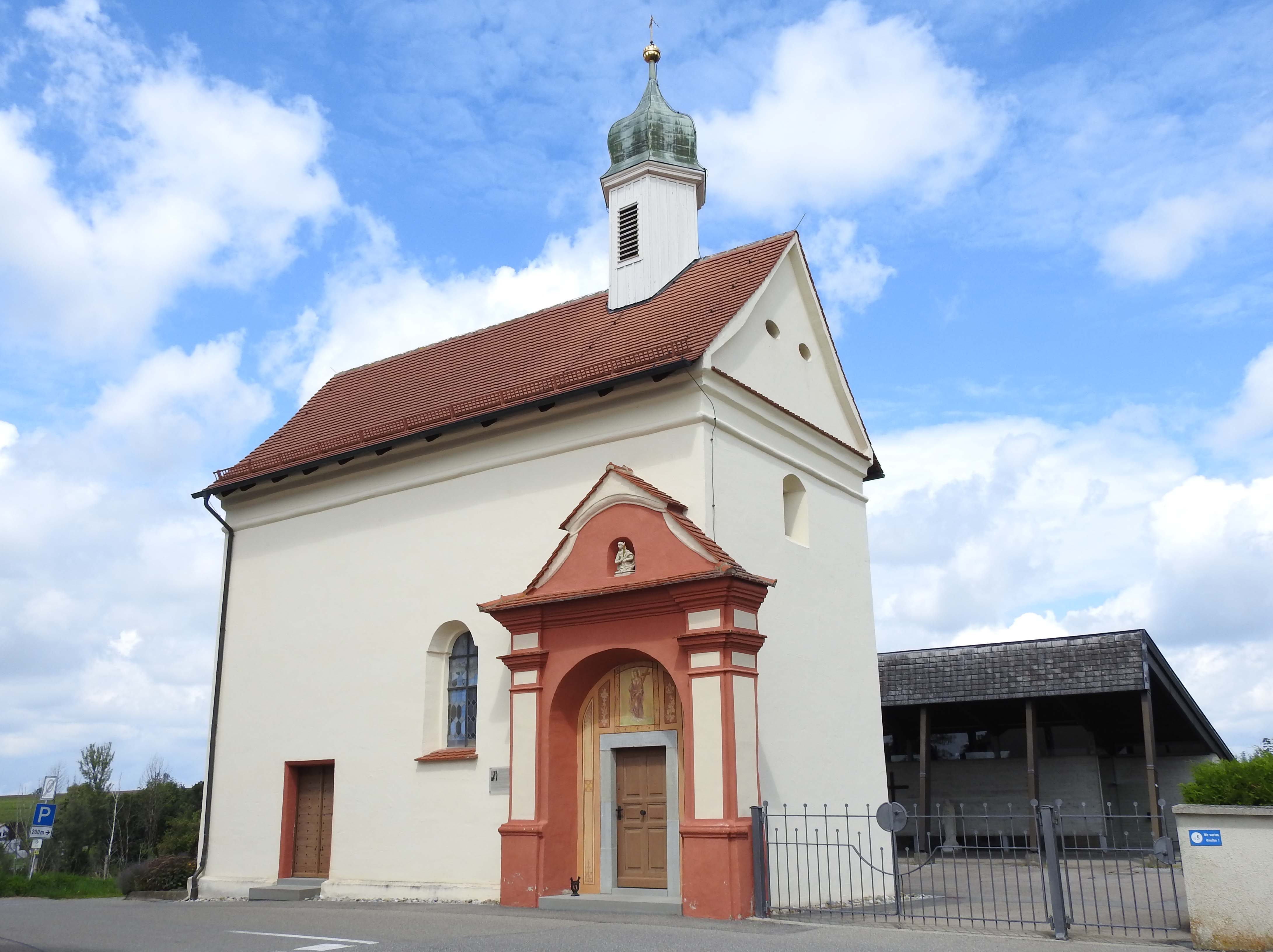
Lorettokapelle in Dürmentingen

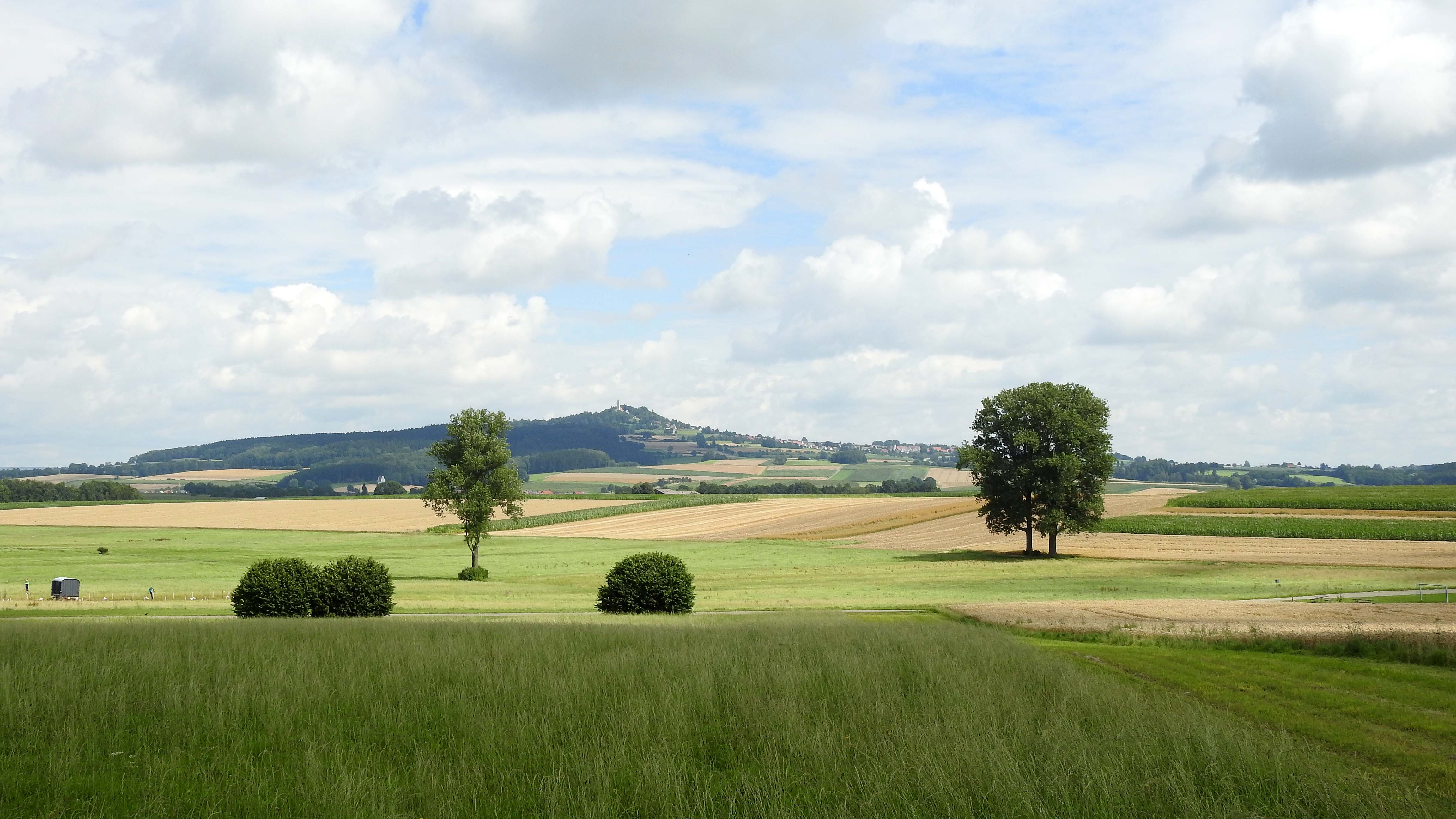
Bussen von Dürmentingen aus gesehen

## Geographie

### Gewässer
Durch den Ortsteil Dürmentingen fließt die Kanzach, die in die Donau mündet. 

### Gemeindegliederung
Die Gemeinde besteht aus den Ortsteilen Dürmentingen (1754 Einwohner), Hailtingen (431), Heudorf (496) und Burgau (52).

### Nachbargemeinden
Von Westen beginnend grenzt Dürmentingen an die Gemeinde Ertingen, die Stadt Riedlingen sowie an die Gemeinden Unlingen, Uttenweiler, Betzenweiler und Kanzach.

### Schutzgebiete
Dürmentingen hat im Norden einen kleinen Anteil am Landschaftsschutzgebiet Bussen
.

## Geschichte

### Dürmentingen
Der Ort Dürmentingen wurde erstmals 811 urkundlich erwähnt. Während der Zeit der Stammesherzogtümer lag der Ort im Herzogtum Schwaben. 1290 kam der Ort unter die Herrschaft der Habsburger, die es 1386 an die Truchsessen von Waldburg zunächst verpfändeten und 1452 verkauften. Der Dreißigjährige Krieg hat den Ort fast vollständig entvölkert. 1786 fiel Dürmentingen an die Fürsten von Thurn und Taxis, um jedoch aufgrund des Reichsdeputationshauptschlusses schon 1806 an das Königreich Württemberg zu gelangen, wo es dann zum Oberamt Riedlingen gehörte. 1911 wurde der Ort elektrifiziert. 1915 erhielt die Gemeinde einen Haltepunkt an der Federseebahn (Kanzachtalbahn), die 1960 stillgelegt wurde. 1935 verursachte ein starkes Erdbeben Gebäudeschäden. 1938 kam der Ort im Zuge der damaligen Kreisreform zum Landkreis Saulgau. Am Nachmittag des 19. Juli 1943 verursachte ein starker Hagelschlag eine Missernte, bei dem fast 90 % der Agrarfläche zerstört wurde.
Im Zweiten Weltkrieg wurden am 18. März 1944 mehrere amerikanische Bomber über Dürmentingen abgeschossen. Gegen Kriegsende marschierten am 23. April 1945 französische Truppen in Dürmentingen ein. Nach dem Krieg befand sich der Ort in der Französischen Besatzungszone und kam somit zum neu gegründeten Land Württemberg-Hohenzollern, welches 1952 als Regierungsbezirk Südwürttemberg-Hohenzollern im Land Baden-Württemberg aufging. Seit der Kreisreform von 1973 gehört Dürmentingen zum Landkreis Biberach. 1993 stellte man das Baugebiet Maierwiesen II fertig. 1995 folgte das Baugebiet Ziegelei; zwischen 1997 und 1998 das Baugebiet Hinterer Bohlen und zwischen 1998 und 2000 das Gewerbegebiet Dautenhau.

### Heudorf

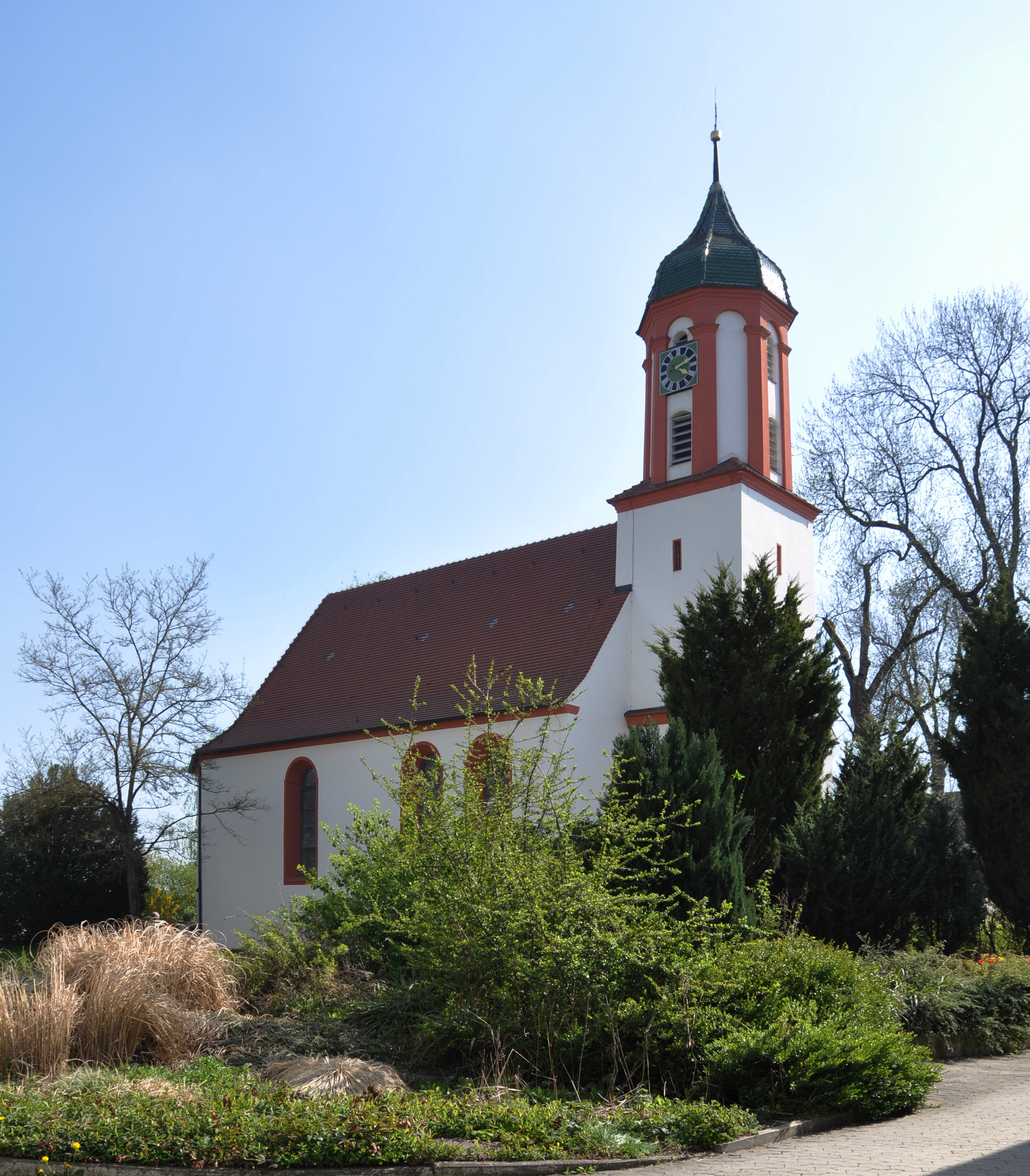
Pfarrkirche St. Oswald in Heudorf

An der bekannten Heerstraße (Römerstraße) bei Heudorf im Donautal sind in den Jahren 1984/85 bei Luftbildaufnahmen zwei Grundrisse von Gebäuden sichtbar geworden, wobei eines davon mit sehr starken Grundmauern versehen ist. Laut Regierungspräsidium Stuttgart handelt es sich vermutlich um eine römische Tempelanlage mit rechteckiger Cella. 1911 wurde der Ort elektrifiziert. 1935 verursachte ein starkes Erdbeben Gebäudeschäden. Von 1994 bis 2000 erweiterte man das Baugebiet Breite III, das ab 2010 um Breite IV erweitert wurde.

### Religion
Die Gemeinde ist traditionell römisch-katholisch geprägt. Die katholischen Kirchengemeinden St. Johannes Evangelist in Dürmentingen, St. Georg in Hailtingen und St. Oswald in Heudorf gehören zur Seelsorgeeinheit Ertingen im Dekanat Biberach.

### Eingemeindungen
| Burgau     | - 1934: Burgau (württembergischer Teil) - 1. Januar 1969: Burgau (hohenzollerscher Teil) |
| Hailtingen | - 1. Oktober 1974: Hailtingen                                                            |
| Heudorf    | - 1. Oktober 1974: Heudorf am Bussen                                                     |

### Einwohnerentwicklung
- 1693: 400 Einwohner
- 1900: 895 Einwohner
- 1950: 1128 Einwohner
- 1961: 2003 Einwohner
- 1970: 2187 Einwohner
- 1980: 2267 Einwohner
- 1990: 2207 Einwohner
- 2000: 2551 Einwohner
- 2010: 2587 Einwohner
- 2020: 2590 Einwohner

## Politik

### Gemeinderat
Der Gemeinderat von Dürmentingen umfasst derzeit 14 gewählte ehrenamtliche Mitglieder, deren Amtszeit fünf Jahre beträgt, sowie den Bürgermeister als ebenfalls stimmberechtigten Vorsitzenden. Die letzte Wahl am 9. Juni 2024 führte bei einer Wahlbeteiligung von 66,2 % zu folgendem Ergebnis:
- Unabhängige Bürger: 70,3 %, 10 Sitze
- Engagement und Zukunft für Dürmentingen: 29,7 %, 4 Sitze

### Bürgermeister
Im März 2016 wurde der Bankbetriebswirt Dietmar Holstein (parteilos) zum Bürgermeister gewählt. Im März 2024 wurde er für eine zweite Amtszeit wiedergewählt.

### Wappen
| Wappen der Gemeinde Dürmentingen | Blasonierung: „In geteiltem Schild oben in Grün ein stehender, linksgewendeter goldener (gelber) Löwe, unten in Gold (Gelb) ein stehender grüner Löwe.“ |
| Wappen der Gemeinde Dürmentingen | Wappenbegründung: Laut einer vom Bürgermeisteramt vorgelegten Aktennotiz aus dem Jahre 1923 ist damals im Thurn und Taxisschen Archiv ein wohl aus der Zeit der waldburgischen Verwaltung Dürmentingen (bis 1786) stammendes Siegel ermittelt worden. In der Folge griff die Gemeinde auf das darin abgebildete Wappen mit zwei Löwen zurück. Obwohl die Gemeinde damals nicht die Farben des Hauses Waldburg annahm, sollen doch die waldburgischen Wappentiere auf dieses mit den meisten Gemeindeteilen historisch verbundene Geschlecht hinweisen. Im Jahre 1956 wurde die Stilisierung verbessert. |

## Wirtschaft und Infrastruktur

### Verkehr
1916 wurde die Federseebahn Bad Schussenried – Riedlingen als letzte Schmalspurstrecke Baden-Württembergs mit dem Reststück von Dürmentingen bis Riedlingen eröffnet. Die Bahn hatte zwei Haltepunkte auf dem Gemeindegebiet (Dürmentingen und Hailtingen). 1960 wurde der Gesamtverkehr auf diesem Streckenteil eingestellt und die Strecke abgebaut.
Durch eine Alltagsroute aus dem Radnetz Baden-Württemberg ist der Ortsteil Hailtingen über Göffingen (Gemeinde Unlingen) mit Riedlingen und in der anderen Richtung über Uttenweiler mit Biberach an der Riß verbunden.

### Bildungseinrichtungen
Dürmentingen verfügt über eine Grundschule in kommunaler Trägerschaft, die in ihrer Historie auf das Jahr 1585 zurückgeht, und mit der Edith-Stein-Schule über eine Grund-, Haupt-, Förder- und Berufsschule in der Trägerschaft der Immakulataschwestern vom Seraphischen Apostolat vom Kloster Brandenburg.

## Kultur und Sehenswürdigkeiten

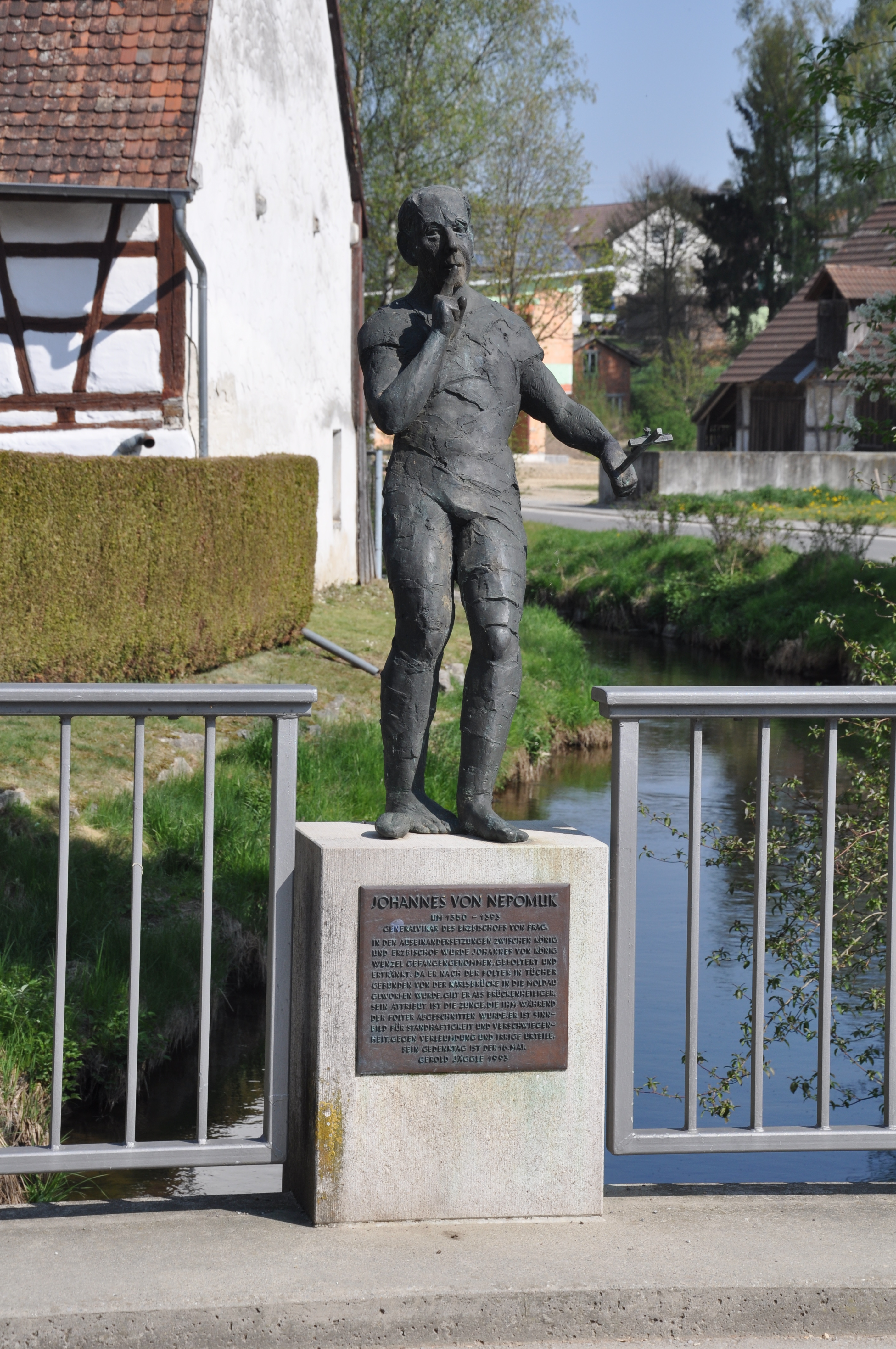
Johannes von Nepomuk

Der Ortsteil Heudorf liegt an der Oberschwäbischen Barockstraße, die an vielen Kulturgütern vorbeiführt.

### Bauwerke
Im Ortsteil Hailtingen findet sich die abgegangene Burg Hailtingen und die katholische Pfarrkirche St. Georg, im Ortsteil Heudorf das Schloss Heudorf.
Im Ortsteil Dürmentingen befinden sich die katholische Pfarrkirche St. Johannes Evangelist und die Lorettokapelle.

### Festival ohne Bands
Das Festival ohne Bands findet seit 2017 jährlich im Ortsteil Hailtingen statt. Das Festivalgelände befindet sich zwischen Hailtingen und Betzenweiler. Veranstaltet wird es von der CA Future GmbH.

## Persönlichkeiten

### Söhne und Töchter der Gemeinde
- Franz Karl Eusebius von Waldburg-Friedberg und Trauchburg (1701–1772), Fürstbischof von Chiemsee

### Weitere Persönlichkeiten, die in Dürmentingen gewirkt haben
- Franz Xaver Clavel (1729–1793), Hofrat und Kanzleiverwalter